# Робиније (Леко)
Робиније је насеље у Италији у округу Леко, региону Ломбардија.
Према процени из 2011. у насељу је живело 71 становника. Насеље се налази на надморској висини од 324 м.